# Cleidogona nantahala
Cleidogona nantahala är en mångfotingart som beskrevs av Shear 1972. Cleidogona nantahala ingår i släktet Cleidogona och familjen Cleidogonidae. Inga underarter finns listade i Catalogue of Life.